# Vijf dode oude dames
Vijf dode oude dames is een hoorspelserie naar de roman Fünf tote alte Damen van Hans Gruhl. Ze werd in de bewerking van Hans-Georg Berthold vanaf 8 oktober 1965 door de Westdeutscher Rundfunk uitgezonden. Justine Paauw  vertaalde ze en de AVRO zond ze uit vanaf dinsdag 13 november 1973. De regisseur was Jacques Besançon.

## Delen
- Deel 1 (duur: 32 minuten)
- Deel 2 (duur: 39 minuten)
- Deel 3 (duur: 32 minuten)
- Deel 4 (duur: 34 minuten)
- Deel 5 (duur: 39 minuten)

## Rolbezetting
- Guus Hoes (Willem Klein)
- Jeanne Verstraete (Agnes Lansome)
- Emmy Lopes Dias (Carla Hofman)
- Maria Lindes (Mechthild Groot)
- Frans Somers (Mr. Kromhout)
- Huib Orizand (Dr. Koch)
- Johan Schmitz (Drs. Wiebach)
- Hans Veerman (Dr. Jaap Leopold)
- Joke Reitsma-Hagelen (de secretaresse van Mr. Kromhout)
- Hein Boele (Daniël Nogees)
- Fé Sciarone (Dorothea Lindemann)

## Inhoud
Voor een dokter is het erg als de sterfgevallen onder zijn patiënten als het ware een epidemisch karakter krijgen. Wie zou er zich dan over verwonderen dat hij zich bedenkingen begint te maken die ver buiten zijn vakgebied reiken? Het lijkt consequent, dat deze gedachten hem uiteindelijk tot verbluffende resultaten leiden. Dr. Klein heeft net de praktijk van de overleden Dr. Harding overgenomen en zoekt nog handenwringend naar een hulpje voor het spreekuur. Gelukkig komt die dag nog het meisje Mechthild in de praktijk, niet op tijd en neuswijs, maar een lust voor het oog en met enthousiasme voor het beroep…